# Pseudotrochalus kigomanus
Pseudotrochalus kigomanus är en skalbaggsart som beskrevs av Louis Burgeon 1943. Pseudotrochalus kigomanus ingår i släktet Pseudotrochalus och familjen Melolonthidae. Inga underarter finns listade i Catalogue of Life.